# Niveau de gris
 (janvier 2018).
Si vous disposez d'ouvrages ou d'articles de référence ou si vous connaissez des sites web de qualité traitant du thème abordé ici, merci de compléter l'article en donnant les références utiles à sa vérifiabilité et en les liant à la section « Notes et références ».

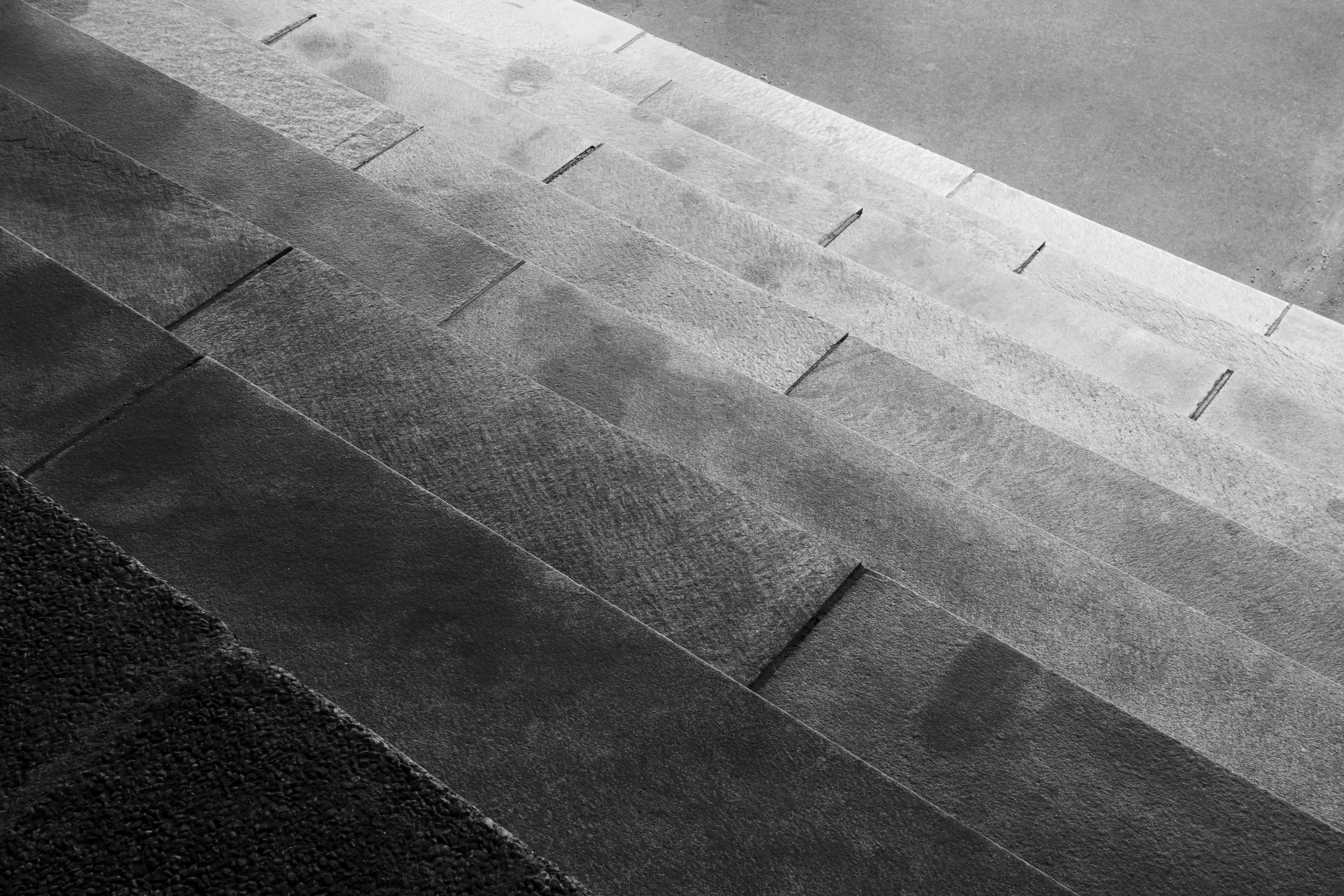
Neuf marches d'un escalier à Lysekil (commune), Suède.

En imprimerie, le niveau de gris désigne la concentration des points de trame. Le niveau de gris en noir d'une zone imprimée gouverne sa valeur entre blanc et noir. Pour les autres couleurs, il détermine la couverture du support par la couleur.
Le niveau de gris d'une plage donnée s'évalue généralement par comparaison avec un nuancier monochrome appelé échelle des gris (PRV).
En vidéo, le niveau de gris est celui du signal de luminance quand il se trouve au-dessus du niveau de noir et en dessous du niveau de blanc.
En infographie, une image en niveaux de gris s'oppose d'une part à une image en noir et blanc, dans laquelle chaque pixel est soit noir, soit blanc, et d'autre part à une image en couleurs. Le nombre de nuances de gris varie, de 16 (codé sur 4 bits) à 256 (un octet par pixel) et plus, selon l'usage envisagé. Un format de fichier image offre généralement un mode de reproduction en niveaux de gris, qui réduit le nombre d'octets nécessaire au codage.

## Convertir une image couleur en niveau de gris
Pour convertir une image infographique couleur en niveau de gris il faut remplacer, pour chaque pixel les trois valeurs représentant les niveaux de rouge, de vert et de bleu, par une seule valeur représentant la luminosité, à enregistrer dans le fichier ou à envoyer à un terminal en noir et blanc (écran ou imprimante). Si l'écran ou le fichier prend un format d'image en couleurs, les trois valeurs (rouge, vert, bleu) sont égales.
L'UIT recommande de calculer l’information de luminance (la valeur de gris) d’un signal vidéo par une formule calculée à partir de la courbe d'efficacité lumineuse spectrale de l'observateur de référence de la CIE et des couleurs primaires normalisées sur un type d'affichage. La somme des 3 coefficients vaut 1.
Pour calculer la luminosité, il faut d'abord transformer les valeurs de luminosité du code informatique en valeurs de luminance, linéaires. Pour chaque canal rouge, vert et bleu, on donne la valeur entre 0 et 1 en divisant le code décimal par 255 :
On ajoute ensuite les valeurs pour chaque canal avec la pondération de la recommandation 709. Luminance = 0,2126 × Rouge + 0,7152 × Vert + 0,0722 × Bleu.
Pour un gris, les signaux de chrominance sont par définition nuls, et la valeur de la luminance s'applique à chaque canal (rouge, vert, bleu). Il ne reste plus qu'à retransformer les valeurs en codes (non-linéaires) :
Les formules rendent compte de la manière dont l’œil humain perçoit les trois composantes, rouge, vert et bleu, de la synthèse additive des couleurs. On remarquera la forte inégalité entre ceux-ci : une lumière verte apparaît plus claire qu'une lumière rouge, et encore plus qu'une lumière bleue.
La conversion standard se fait en appliquant ces coefficients à chaque valeur. En général, à moins qu'un Profil ICC ne spécifie le contraire, les valeurs de la Recommandation 709 sont utilisées. Quand la rapidité de la conversion doit prévaloir, une simplification peut donner un résultat très imparfait, mais utilisable dans beaucoup de cas :
- ne conserver que le canal vert
- luminosité = moyenne de la composante la plus forte et de la moins forte, comme la luminosité du système TSL ;

Quand il y a une intervention humaine dans la conversion, celle-ci est une interprétation de l'image en couleurs par un rendu en noir et blanc, et cette opération implique généralement une intervention sur le contraste et l'équilibre des couleurs, similaire à ce qui se pratique avec des filtres en photographie noir et blanc.
- Dans un portrait, une réduction du canal rouge, rend en noir et blanc, les lèvres (mais aussi les rougeurs et boutons) plus sombres, tandis que son augmentation les fond dans le reste du visage.
- Dans un paysage, une réduction du canal bleu rend les ciels par un gris plus sombre. Une augmentation du canal vert éclaircit les feuillages.

Des logiciels d'édition d'image offrent la possibilité de doser manuellement chaque composante dans le rendu en niveau de gris.